# Isaac Bonga
Isaac Evolue Etue Bofenda Bonga (Neuwied, 8 de noviembre de 1999) es un baloncestista alemán, de ascendencia congoleña, que pertenece a la plantilla del KK Partizan de la ABA Liga. Con 2,03 metros de estatura, juega en la posición de alero.

## Trayectoria deportiva

### Primeros años
Bonga nació en Neuwied, de padres originarios de Kinshasa, en la República Democrática del Congo. Su padre llegó a Alemania a principios de los años 90 con la intención de trasladarse a Canadá, pero finalmente optó por quedarse primero en Frankfurt y posteriormente en Coblenza.
Comenzó a jugar a baloncesto en la calle con siete años, y dos años más tarde se unió al equipo local.

### Profesional

#### Europa
Su primera aparición en una liga más allá de su edad se produjo a los 15 años, en 2014, cuando jugó con el SG Lützel-Post Koblenz de la 2. Regionalliga, el quinto nivel del baloncesto alemán. Tras ganar el campeonato, ascendieron a la Regionalliga, donde disputó 24 partidos, en los que promedió 5,9 puntos, 2,8 rebotes y 2,0 asistencias. Jugó además con el equipo júnior del Skyliners Frankfurt, Participó además en el Torneo Júnior Ciutat de L’Hospitalet con el equipo júnior del Brose Baskets, promediando en cuatro partidos 12,2 puntos y 7,7 rebotes.
En junio de 2016 firmó un contrato por cuatro temporadas con el primer equipo del Skyliners Frankfurt. Desde ese momento alternó sus participaciones con el primer equipo con el Skyliners Juniors de la ProB, el tercer nivel alemán. En la temporada 2017-18 disputó 33 partidos con el primer equipo, 11 de ellos como titular, promediando 6,0 puntos, 3,1 rebotes y 2,0 asistencias por partido.

#### NBA

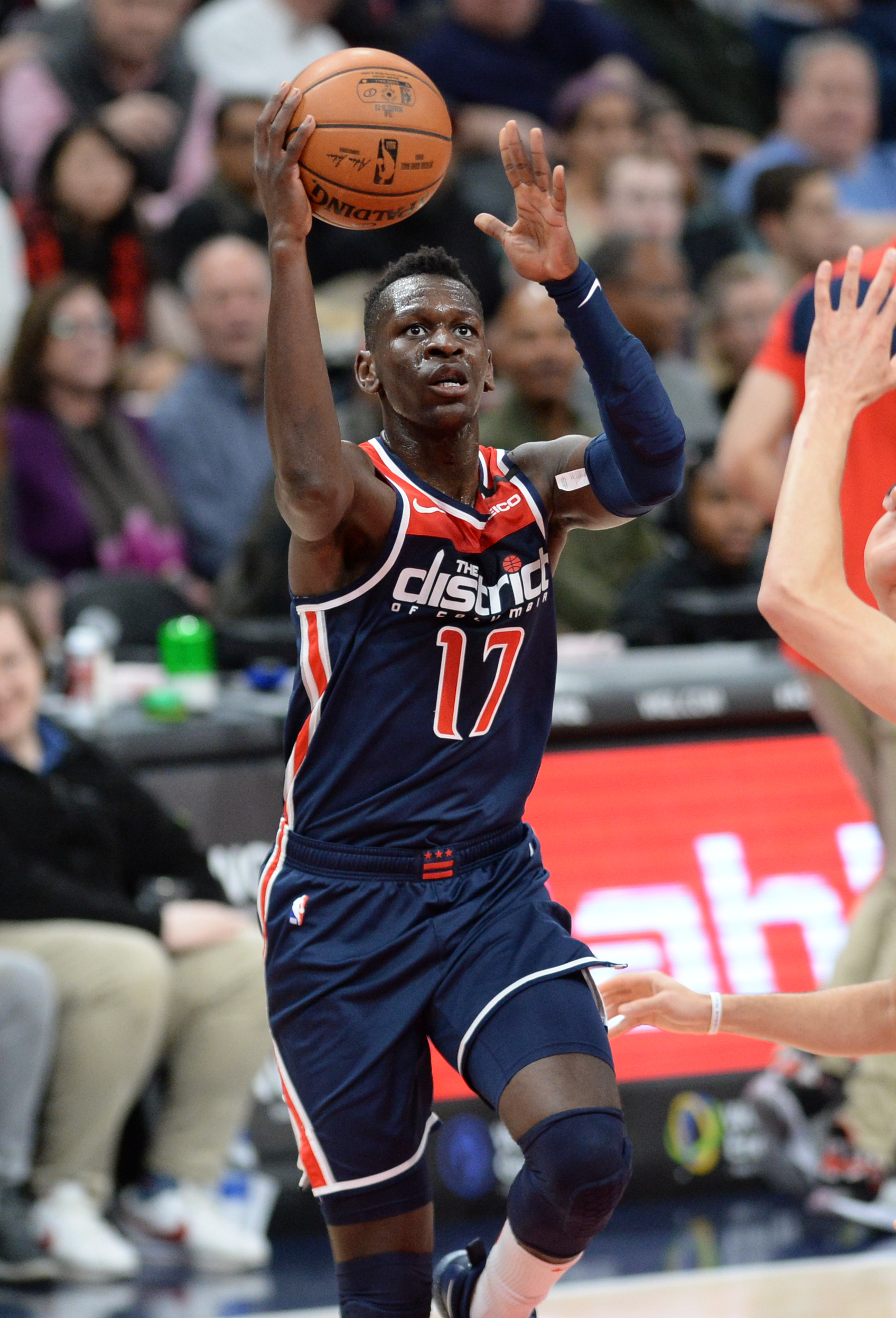
Bonga con Washington Wizards en 2020.

El 1 de mayo de 2017 firmó con agentes estadounidenses para entrar en el Draft de la NBA de 2018. Fue elegido en el puesto 39, en la segunda ronda, por Philadelphia 76ers, siendo poco después traspasado a Los Angeles Lakers.
El 5 de julio de 2019 fue traspasado a Washington Wizards en un acuerdo a tres bandas.
Tras dos años en Washington, el 11 de agosto de 2021, firma como agente libre con Toronto Raptors.

#### Regreso a Europa
En agosto de 2022, se hace oficial su regreso a Europa, al firmar con el Bayern de Múnich de la BBL.
El 20 de agosto de 2024, el KK Partizan de la ABA Liga anunció el fichaje de Bonga para su siguiente temporada.

### Selección nacional
Fue integrante de las selecciones júnio de Alemania, con las que disputó el EuroBasket Sub-16 de 2014 y 2015.
En julio de 2017, disputó en el Mundial Sub-19, consiguiendo la quinta plaza.
En noviembre de 2017, fue considerado para debutar con la absoluta, debutando el 23 de febrero de 2018, con 18 años y tres meses, ante Serbia en los encuentros clasificatorios para Mundial de 2019. Convirtiéndose en el jugador más joven en debutar con la selección en los últimos 40 años.
En verano de 2021, fue parte de la selección absoluta alemana que participó en los Juegos Olímpicos de Tokio 2020, que quedó en octavo lugar.
Durante agosto y septiembre de 2023 fue integrante de la selección de Alemania que participó en el Mundial de 2023 celebrado en Asia, y que ganó el oro, tras ganar la final ante Serbia.
Entre julio y agosto de 2024 fue parte de la selección absoluta de Alemania, que disputó los Juegos Olímpicos de París, finalizando en cuarta posición, tras perder la final de consolación ante Serbia.

## Estadísticas de su carrera en la NBA

### Temporada regular
| Año     | Equipo      | PJ  | PT | MPP  | %TC  | %3P  | %TL  | RPP | APP | ROB | TPP | PPP |
| ------- | ----------- | --- | -- | ---- | ---- | ---- | ---- | --- | --- | --- | --- | --- |
| 2018-19 | L.A. Lakers | 22  | 0  | 5.5  | .152 | .000 | .600 | 1.1 | .7  | .4  | .2  | .9  |
| 2019-20 | Washington  | 66  | 49 | 18.9 | .504 | .352 | .812 | 3.4 | 1.2 | .7  | .3  | 5.0 |
| 2020-21 | Washington  | 40  | 8  | 10.8 | .370 | .277 | .625 | 1.7 | .6  | .3  | .2  | 2.0 |
| 2021-22 | Toronto     | 15  | 0  | 4.6  | .231 | .250 | .625 | .5  | .3  | .5  | .1  | .8  |
| Total   | Total       | 143 | 57 | 13.1 | .432 | .300 | .759 | 2.2 | .8  | .5  | .3  | 3.1 |

### Playoffs
| Año   | Equipo     | PJ | PT | MPP | %TC  | %3P  | %TL   | RPP | APP | ROB | TPP | PPP |
| ----- | ---------- | -- | -- | --- | ---- | ---- | ----- | --- | --- | --- | --- | --- |
| 2021  | Washington | 4  | 0  | 2.5 | .000 | .000 | —     | .0  | .0  | .0  | .3  | .0  |
| 2022  | Toronto    | 1  | 0  | 3.0 | —    | —    | 1.000 | 1.0 | .0  | .0  | .0  | 2.0 |
| Total | Total      | 5  | 0  | 2.6 | .000 | .000 | 1.000 | .2  | .0  | .0  | .2  | .4  |